# Ardisia macrosepala
Ardisia macrosepala är en viveväxtart som beskrevs av Pitard. Ardisia macrosepala ingår i släktet Ardisia och familjen viveväxter. Utöver nominatformen finns också underarten A. m. schmidii.